# 1527 az irodalomban
Az 1527. év az irodalomban.

## Új művek
- Krakkóban megjelenik Brodarics Istvánnak a mohácsi csatát leíró munkája: De conflictu Hungarorum cum Solymano Turcorum imperatore ad Mohach historia verissima.

## Születések

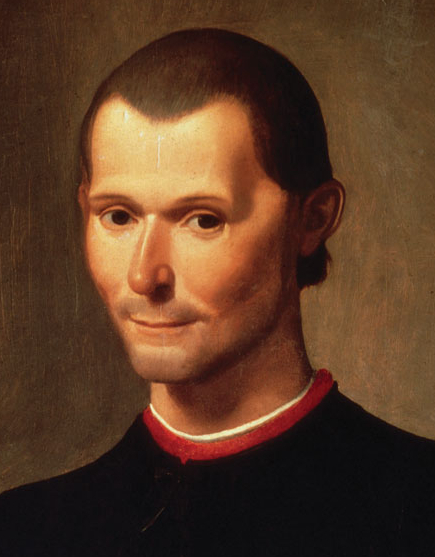
Niccolò Machiavelli

- 1527 (vagy 1528) – Luis de León spanyol költő, egyházi író († 1591)

## Halálozások
- június 21. – Niccolò Machiavelli olasz író, filozófus, korának egyik legnagyobb hatású gondolkodója (* 1469)
- június 25. – Šiško Menčetić horvát költő Raguzai Köztársaságban (* 1457)
- október 27. – Johannes Frobenius bázeli kiadó és nyomdász, a Frobenius-nyomda megalapítója (* 1460 körül)